# 列卡度·哥利斯馬
列卡度·安達迪·哥利斯馬·貝拿度（葡萄牙語：Ricardo Andrade Quaresma Bernardo，發音：[ʁiˈkaɾðu kwɐˈɾɛʒmɐ]；1983年9月26日—），退役葡萄牙足球運動員，罗姆人，司職翼鋒。

## 生平
哥利斯馬出生于葡萄牙的一个罗姆人家庭，出道於葡萄牙球會士砵亭，曾於2003年加盟巴塞隆拿（2003年7月17日轉會，轉會費600萬歐元）。由於在巴塞隆拿沒有佔一席位，只效力一季，就被巴塞隆拿當作為交易工具──以1500萬歐元加上價值600萬歐元的哥利斯馬、總值2100萬歐元收購波圖球員迪高。於是哥利斯馬在2004年7月1日回到葡萄牙，轉會費600萬歐元。
在波圖，哥利斯馬獲得重用，上陣148場取得了29個入球。同時還為波圖贏得兩屆葡超聯賽冠軍(2005-06)、(2006-07)。他在這時開始受一些海外球會的青睞，包括英超曼聯、利物浦，以及西甲華倫西亞等等。
2008年夏季轉會期間，國際米蘭主教練摩連奴多次公開表示對哥利斯馬的興趣。2008年9月1日，波圖宣佈國際米蘭以1860萬歐元，還有600萬基於球員表現的款項，再加上價值約600萬的葡萄牙中場新星比利，總值3060萬歐元正式簽入哥利斯馬。於2008年9月13日對卡坦尼亞的比賽中首次替國際米蘭正選上陣，並射入1球。因為在國際米蘭的表現差劣，於12場比賽中只射入1球，而盛傳將會被國際米蘭放棄，2009月2月2日，車路士公佈向國際米蘭借用哥利斯馬直至季末。
2010年夏天隨著同胞主帥摩連奴從國際米蘭離職，飽受質疑的哥利斯馬也轉投了土耳其聯賽的豪門比錫達斯。於土耳其的第一年哥利斯馬得到葡籍領隊卡華路任命為球隊隊長，並且於土耳其杯決賽表現出色，於33分鐘射進一球協助球隊勝出比賽，並當選最佳球員。可是於4月25日的比賽中，因為哥利斯馬的傳球失誤，引起隊友尼赫治不滿，於場上互有推揉。2012年3月，哥利斯馬於半場被換下時與領隊卡華奴發生爭執，最終被球會無限期停賽處分。。

## 國家隊生涯
哥利斯馬僅曾兩次在2006年世界盃外圍賽上陣，共59分鐘，沒有入球，也未在世界盃決賽周中出賽。直到葡萄牙「黃金一代」们包括費高等退出國家隊，哥利斯馬始獲國家隊器重，不過更多时都只是后備入替。
2008年歐洲國家盃，他在小组赛对阵捷克的比赛中加时射进一球奠定胜局。
經歷多年不受器重，2016年歐洲國家盃終於成為哥利斯马在葡萄牙國家队中打響名堂的一屆。首先他在16强对克罗埃西亚的比赛中，在加时补射C罗被擋出的射门以绝杀「格仔军团」。在8强对波兰的比賽中，他在点球大戰階段罚入決胜点球，成功以5-3罚分击败波兰，最终更成功为國家隊嬴得首个欧洲国家盃冠军。
2018年世界盃，哥利斯马在小组赛最后一轮对阵伊朗的比赛中射入他在世界盃的第一个入球。

## 技術特點
哥利斯馬通常只用自己的慣用右腳來踢球，但他依然能勝任左右兩翼的工作，原因在於他能嫻熟地運用外腳背，尤其在傳中球及射門方面，這種踢球方式使他可以用很刁鑽的角度攻門或者製造高威脅性的傳中，因此對他的防守變得非常困難。

## 比賽統計
| 球會表現 | 球會表現 | 球會表現 | 聯賽 | 聯賽 | 足總盃       | 足總盃       | 聯賽盃       | 聯賽盃       | 洲際賽 | 洲際賽 | 總數 | 總數 |
| 球季     | 球會     | 聯賽     | 出場 | 入球 | 出場         | 入球         | 出場         | 入球         | 出場   | 入球   | 出場 | 入球 |
| 葡萄牙   | 葡萄牙   | 葡萄牙   | 聯賽 | 聯賽 | 葡萄牙盃     | 葡萄牙盃     | 葡萄牙聯賽盃 | 葡萄牙聯賽盃 | 歐洲賽 | 歐洲賽 | 總數 | 總數 |
| -------- | -------- | -------- | ---- | ---- | ------------ | ------------ | ------------ | ------------ | ------ | ------ | ---- | ---- |
| 2001–02  | 士砵亭   | 葡超联赛 | 28   | 3    | 6            | 2            | -            | -            | 2      | 0      | 36   | 5    |
| 2002–03  | 士砵亭   | 葡超联赛 | 31   | 5    | 2            | 0            | -            | -            | 2      | 0      | 35   | 5    |
| 西班牙   | 西班牙   | 西班牙   | 聯賽 | 聯賽 | 國王盃       | 國王盃       | 西班牙聯賽杯 | 西班牙聯賽杯 | 歐洲賽 | 歐洲賽 | 總數 | 總數 |
| 2003-04  | 巴塞隆納 | 西甲联赛 | 22   | 1    | 0            | 0            | -            | -            | 4      | 0      | 26   | 1    |
| 葡萄牙   | 葡萄牙   | 葡萄牙   | 聯賽 | 聯賽 | 葡萄牙盃     | 葡萄牙盃     | 葡萄牙聯賽盃 | 葡萄牙聯賽盃 | 歐洲賽 | 歐洲賽 | 總數 | 總數 |
| 2004-05  | 波圖     | 葡超联赛 | 32   | 5    | 0            | 0            | -            | -            | 8      | 0      | 40   | 5    |
| 2005-06  | 波圖     | 葡超联赛 | 29   | 5    | 1            | 0            | -            | -            | 6      | 0      | 36   | 5    |
| 2006-07  | 波圖     | 葡超联赛 | 26   | 6    | 0            | 0            | -            | -            | 8      | 2      | 34   | 8    |
| 2007-08  | 波圖     | 葡超联赛 | 27   | 8    | 3            | 1            | 0            | 0            | 8      | 2      | 38   | 11   |
| 意大利   | 意大利   | 意大利   | 聯賽 | 聯賽 | 意大利盃     | 意大利盃     | 联赛杯       | 联赛杯       | 歐洲賽 | 歐洲賽 | 總數 | 總數 |
| 2008-09  | 國際米蘭 | 意甲联赛 | 13   | 1    | 0            | 0            | 0            | 0            | 6      | 0      | 19   | 1    |
| 英格蘭   | 英格蘭   | 英格蘭   | 聯賽 | 聯賽 | 英格蘭足總盃 | 英格蘭足總盃 | 英格蘭聯賽盃 | 英格蘭聯賽盃 | 歐洲賽 | 歐洲賽 | 總數 | 總數 |
| 2008-09  | 車路士   | 英超联赛 | 4    | 0    | 1            | 0            | 0            | 0            | 0      | 0      | 5    | 0    |
| 意大利   | 意大利   | 意大利   | 聯賽 | 聯賽 | 意大利盃     | 意大利盃     | 联赛杯       | 联赛杯       | 歐洲賽 | 歐洲賽 | 總數 | 總數 |
| 2009–10  | 國際米蘭 | 意甲联赛 | 11   | 0    | 0            | 0            | 0            | 0            | 2      | 0      | 13   | 0    |
| 土耳其   | 土耳其   | 土耳其   | 聯賽 | 聯賽 | 土耳其杯     | 土耳其杯     | 聯賽盃       | 聯賽盃       | 歐洲賽 | 歐洲賽 | 總數 | 總數 |
| 2010-11  | 比錫達斯 | 土超联赛 | 21   | 3    | 8            | 3            | -            | -            | 10     | 5      | 39   | 11   |
| 2011-12  | 比錫達斯 | 土超联赛 | 25   | 5    | 1            | 0            | -            | -            | 8      | 2      | 34   | 7    |
| 總和     | 總和     | 總和     | 267  | 46   | 13           | 4            | 0            | 0            | 68     | 13     | 348  | 63   |

## 榮譽
- 葡萄牙足球超级联赛冠軍：2005-06、2006-07
- 意大利超级杯冠军：2008
- 意大利足球甲级联赛冠军：2009-10
- 意大利杯冠军：2009-10
- 欧洲冠军联赛冠军：2009-10
- 歐洲國家盃冠軍：2016年